# Municipio de Agualeguas
El municipio de Agualeguas es un municipio situado en el estado mexicano de Nuevo León. Según el censo de 2020, tiene una población de 3382 habitantes.
Está ubicado en el noreste del estado y su cabecera municipal es la población de Agualeguas.

## Geografía
El municipio tiene una extensión territorial total de 980.9 km².
Se localiza en las coordenadas 26°18′ de latitud norte y 99°32′ de longitud oeste, a una altitud media de 180 metros sobre el nivel del mar.

## Demografía
De acuerdo a los resultados del Censo de Población y Vivienda realizado en 2020 por el Instituto Nacional de Estadística y Geografía, la población total del municipio de Agualeguas asciende a 3382 habitantes, de los que 1690 son hombres y 1692 son mujeres.

### Comunidades
Las principales comunidades del municipio son las siguientes:
| Localidad       | Población (2010) |
| Total Municipio | 3 443            |
| Agualeguas      | 1 995            |
| Los Nogales     | 312              |
| Los Garza       | 244              |
| Rancho Nuevo    | 192              |
| La Escondida    | 173              |
| Ojo de Agua     | 81               |
| Cieneguitas     | 57               |

## Política
El gobierno del municipio de Agualeguas se encuentra a cargo de su ayuntamiento. Este se encuentra integrado por el presidente municipal, un síndico y el cabildo conformado por un total de seis regidores, siendo electos cuatro por el principio de mayoría relativa y dos por el principio de representación proporcional. Todos los integrantes del ayuntamiento son electos mediante voto universal, directo y secreto por un periodo de tres años renovable para otro término inmediato. Entran a ejercer su cargo el día 31 de octubre del año de su elección.

### Representación legislativa
Para la elección de diputados locales al Congreso de Nuevo León y de diputados federales a la Cámara de Diputados federal, el municipio de Agualeguas se encuentra integrado en los siguientes distritos electorales:
Local:
- Distrito electoral local de 21 de Nuevo León con cabecera en Sabinas Hidalgo.[6]

Federal:
- Distrito electoral federal 7 de Nuevo León con cabecera en García.[7]

### Presidentes municipales
- (1935 - 1936): Oscar N. Escudero Gonzales
- (1989 - 1991): Reynaldo Canales Vela
- (1992 - 1994): Juan José Salinas García
- (1994 - 1997): Elio Molina Salinas
- (1997 - 2000): Vicente Canales Cantú
- (2000 - 2003): Ignacio de Jesús Castellanos Ramos
- (2003 - 2006): Vicente Canales Cantú
- (2006 - 2009): José Israel González Rodríguez
- (2009 - 2012): José Guadalupe García Garza
- (2012 - 2015): José Israel González Rodríguez
- (2015 - 2018): José Luis García Montemayor
- (2018 - 2021): Ignacio Castellanos Amaya
- (2021 - 2024): Ignacio Castellanos Amaya